# ヨハン・ガスタイガー
ヨハン・ガスタイガー（Johann Gasteiger、1941年10月27日 –、ダッハウ生まれ）は、ドイツの化学者、ケモインフォマティシャンである。これらの分野の様々な書籍を執筆、編集している。

## 経歴
ヨハン・ガスタイガーはルートヴィヒ・マクシミリアン大学ミュンヘン、チューリッヒ工科大学、チューリッヒ大学で化学を学んだ。1971年にルートヴィヒ・マクシミリアン大学ミュンヘンで有機化学のPhDを取得した。1972年までカリフォルニア大学バークレー校で博士研究員を務めた後、ミュンヘン工科大学にアシスタント・プロフェッサーとして着任し、1979年にイヴァール・カール・ウギの指導の下で教授資格を得た。1994年から2007年までフリードリヒ・アレクサンダー大学エアランゲン＝ニュルンベルクの「Computer-Chemie-Centrum」（計算化学センター）において教授を務めた。1997年、Computer-Chemie-Centrumで開発されたソフトウェアを流通するため、Molecular Netoworks社を設立した。
ヨハン・ガスタイガーはケモインフォマティクスの先駆者の1人である。主な研究的興味は医薬品設計（例えばQSARを使った）、化学反応のシミュレーション（有機化学における合成計画のため）、分光学のための機械学習、化学におけるニューラルネットワークと遺伝的アルゴリズムの応用である。

## 研究
1979年、ヨハン・ガスタイガーとMario Marsiliは分子中の原子部分電荷の反復計算のための手法を発表した。この論文はガスタイガーの論文の中で最も引用回数が多い。
1987年から1991年まで、ChemInform RXデータベースの開発のプロジェクトマネージャーを務めた。1985年から、ガスタイガーのグループで3D構造生成プログラムCORINAが開発されている。
ガスタイガーは化学におけるニューラルネットワークの使用を切り開いてきた。今日ニューラルネットワークがケモインフォマティクスにおける標準的手法の1つであることは主にガスタイガーの貢献による。

## 受賞
- 1991年 Gmelin-Beilstein Denkmünze（ドイツ化学会（英語版））、計算化学への貢献による。
- 1997年 ハーマン・スコルニク賞（英語版）（アメリカ化学会・化学情報部会）
- 2005年 Mike Lynch賞（Chemical Structure Association）
- 2006年 ACS Award for Computers in Chemical and Pharmaceutical Research